# Kanton Nieul
Kanton Nieul (francouzsky Canton de Nieul) je francouzský kanton v departementu Haute-Vienne v regionu Limousin. Tvoří ho šest obcí.

## Obce kantonu
- Chaptelat
- Nieul
- Peyrilhac
- Saint-Gence
- Saint-Jouvent
- Veyrac